# Pinus longaeva
Pinus longaeva eller methusalemtall är en tallväxtart som beskrevs av Dana K. Bailey. Pinus longaeva ingår i släktet tallar, och familjen tallväxter. Inga underarter finns listade i Catalogue of Life.
Arten förekommer i USA i delstaterna Utah, Kalifornien och Nevada. Den växer i bergstrakter mellan 2100 och 3700 meter över havet. Methusalemtall förekommer i skogar där nästan inga andra träd ingår och i skogar tillsammans med Pinus flexilis. Ett mindre antal Pinus monophylla, amerikansk asp, engelmannsgran, berggran, coloradogran eller douglasgran kan ingå i skogarna.
Undervegetationen utgörs av buskar och örter som Artemisia tridentata, Ribes cereum eller Elymus elymoides. Den årliga nederbördsmängden ligger mellan 300 och 600 mm och temperaturen mellan -18°C och 34°C.
Beståndet hotas av klimatförändringar. Flera exemplar drabbas av svampen Cronartium ribicola. Hela populationen anses vara stabil. IUCN kategoriserar arten globalt som livskraftig.

## Bildgalleri

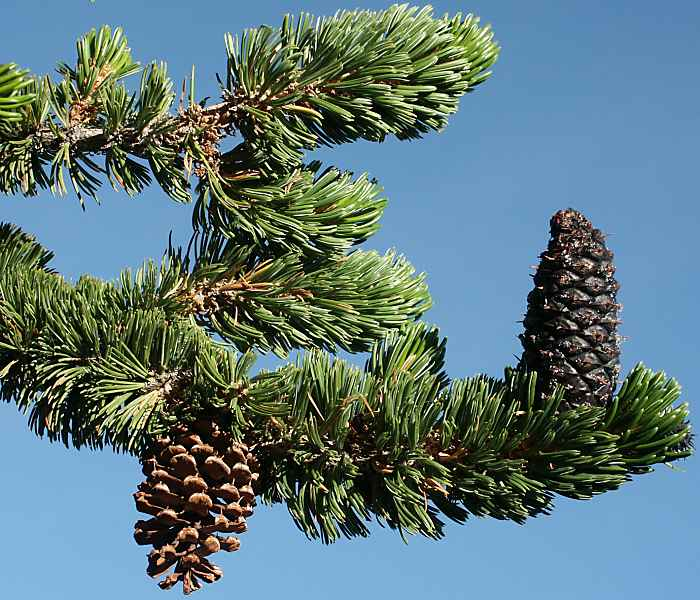
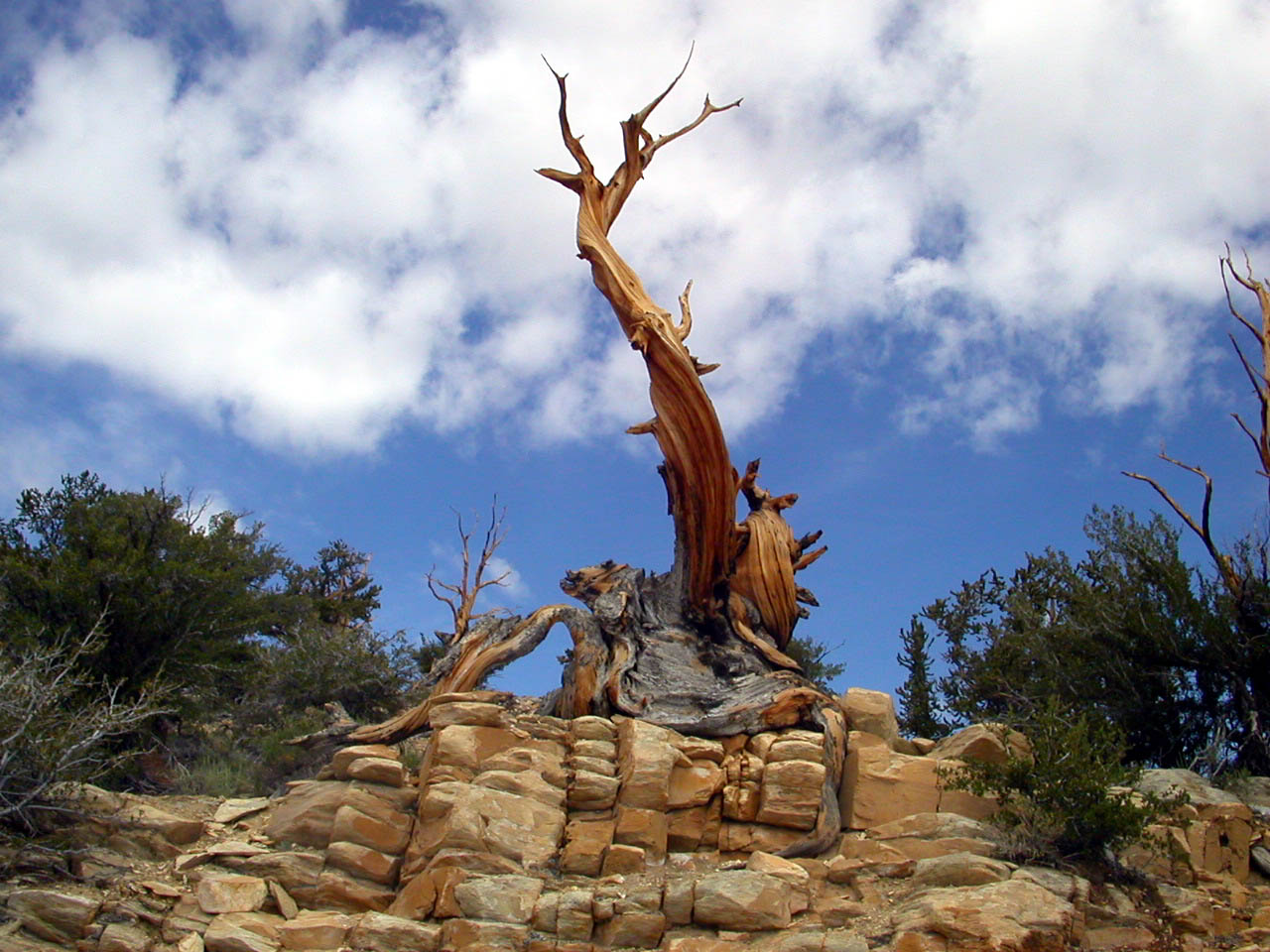
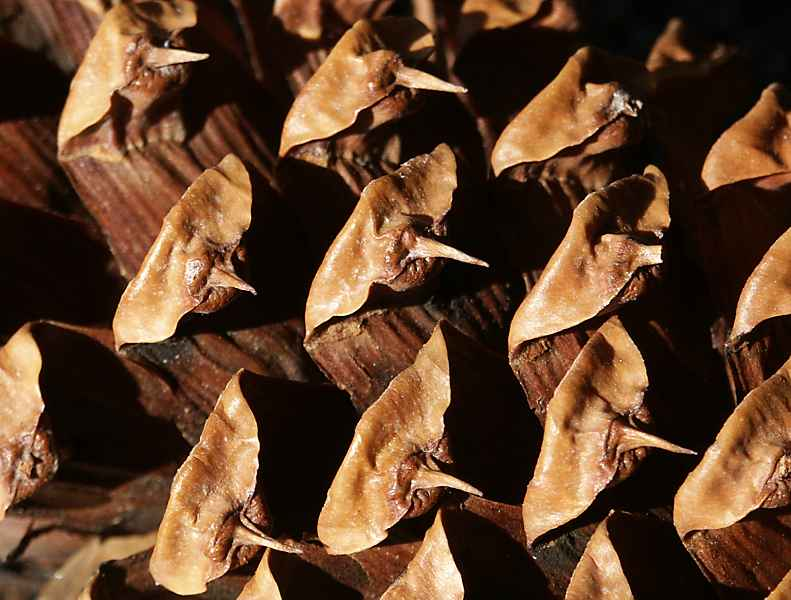
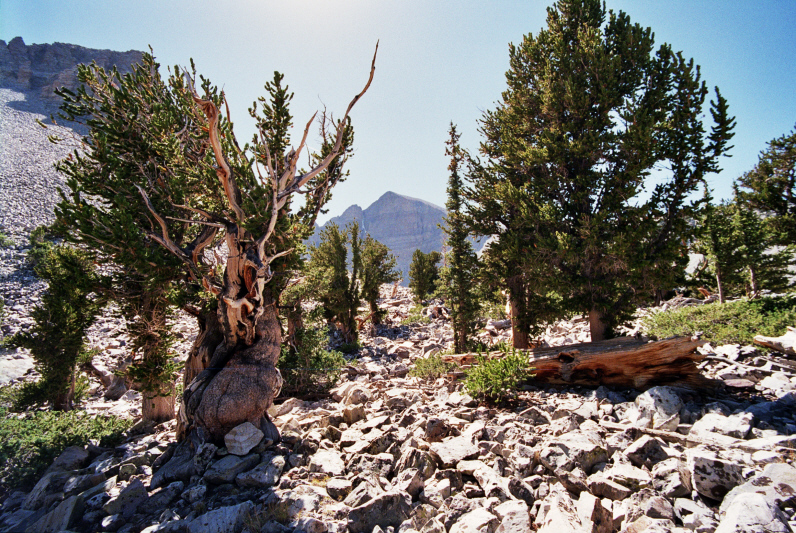
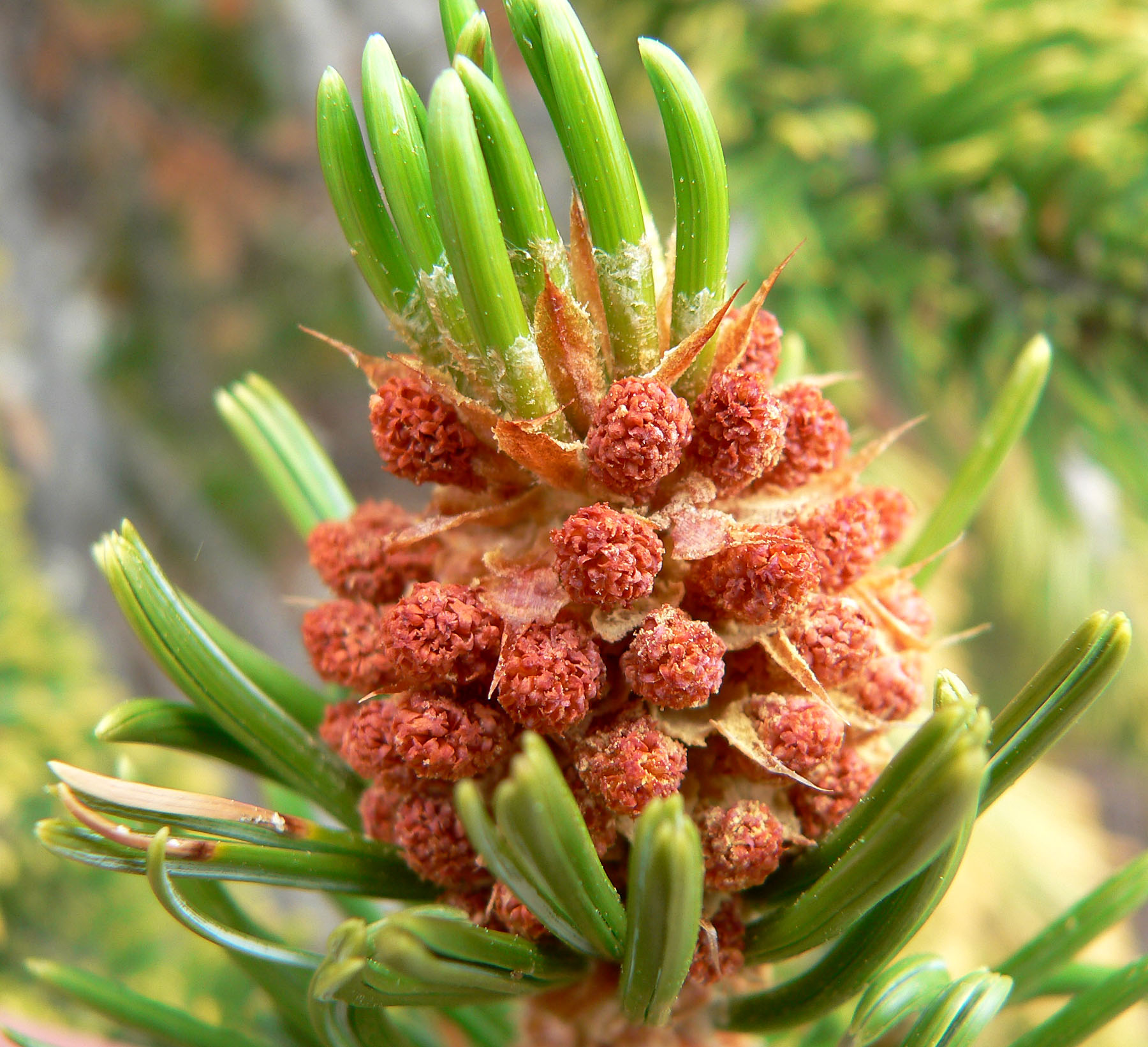
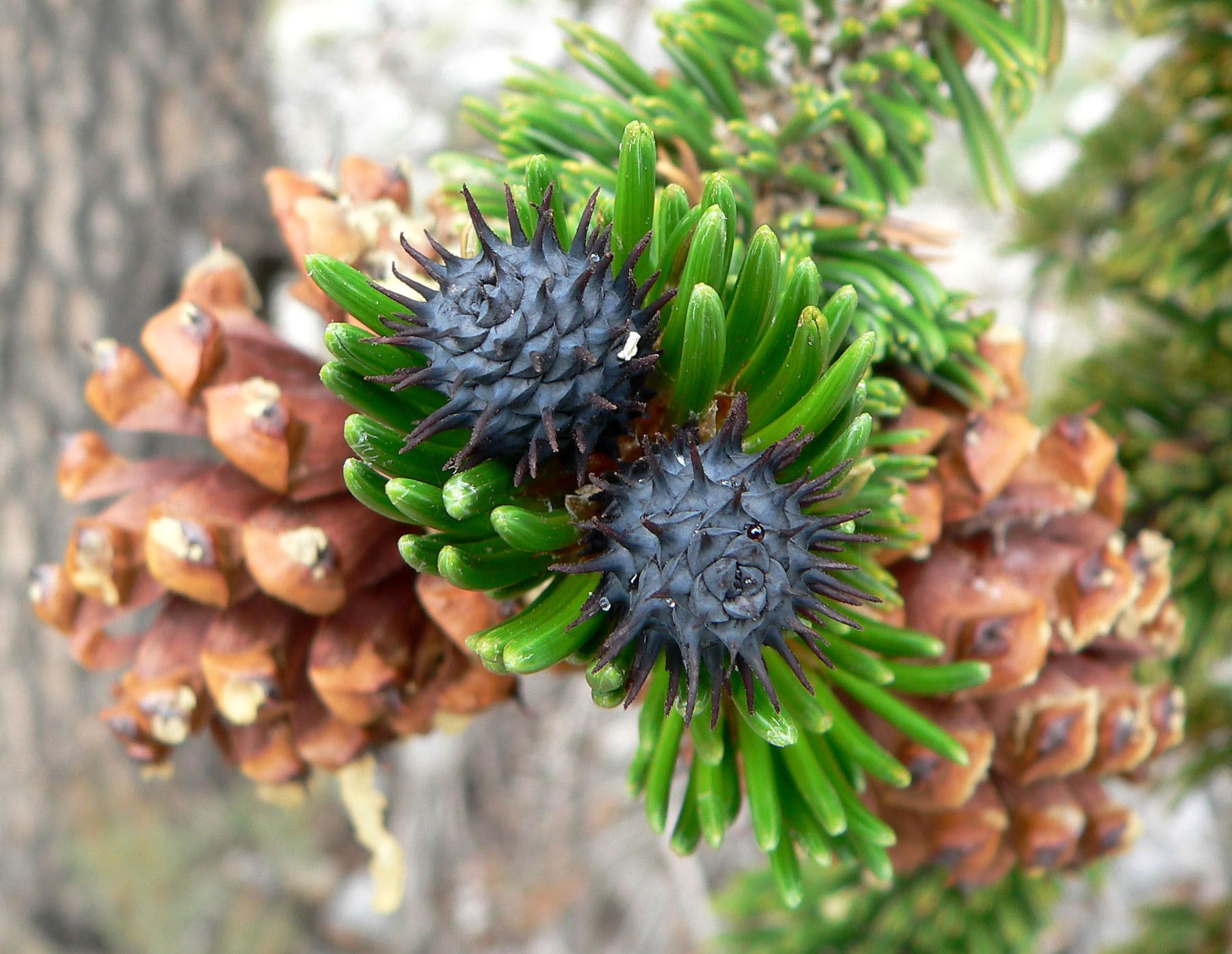